# Psorodonotus rugulosus
Psorodonotus rugulosus är en insektsart som beskrevs av Karabag 1952. Psorodonotus rugulosus ingår i släktet Psorodonotus och familjen vårtbitare. Inga underarter finns listade i Catalogue of Life.